# 1300 Marcelle
1300 Marcelle este un asteroid din centura principală, descoperit pe 10 februarie 1934, de Guy Reiss.